# Illuminations (album Josha Grobana)
Illuminations − album amerykańskiego piosenkarza i pisarza piosenek Josha Grobana, wydany w 2010 roku.
Jest piątym studyjnym krążkiem wykonawcy. Podobnie jak poprzednie albumy Grobana zawiera piosenki w różnych językach, w tym debiut po portugalsku '"Você Existe Em Mim"', autorstwa Grobana, Lester Mendez oraz Carlinhos Brown. Na płycie znajdziemy także instrumentalny utwór zatytułowany '"The Wandering Kind"', który artysta skomponował w wieku 12 lat. Illuminations zadebiutowało na 4 miejscu na liście Billboard 200 z liczbą 191 tysięcy sprzedanych egzemplarzy w pierwszym tygodniu.

## Informacje o albumie
Oficjalny tytuł oraz projekt okładki zostały ujawnione we wrześniu 2010. 

Podczas pracy nad albumem chciałem skupiać się na wszystkim. Oświetlić dźwięki. Oświetlić muzykę. Oświetlić tradycję. Oświetlić perfekcję. Dążyć do perfekcji (illuminations (ang.) – oświetlenia, przyp. aut.).

 Groban postanowił, że ten album będzie czymś wyjątkowym, dlatego przy jego produkcji współpracował z Rickiem Rubinem, producentem płyt takich zespołów jak Metallica, Linkin Park, Limp Bizkit czy Red Hot Chili Peppers. Razem stworzyli nowy gatunek muzyki, nową strefę, gdzie folklor spotyka klasykę, sztuka spotyka intymność, bezpośredniość spotyka ponadczasowość, a co najważniejsze, strefę, gdzie Groban stał się wolny mogąc wyrazić siebie tak prawdziwie i w pełni jak nigdy dotąd. 
Fani piosenkarza mogą nabywać specjalną wersję albumu na jego oficjalnej stronie. Zawiera ona oryginalną wersję płyty, DVD z materiałem filmowym dotyczącym realizacji projektu, album z tekstami piosenek i zdjęciami oraz jako specjalny dodatek dwa dodatkowe utwory.
Pierwszą dostępną w sieci piosenką, pochodzącą z albumu, był utwór "Hidden Away", dostępny w sprzedaży 13 września 2010 roku. Producenci umożliwili również jego darmowe ściągnięcie ze strony piosenkarza i jego witryny na portalu Facebook. Kolejnymi udostępnianymi w sieci utworami (iTunes) były "Voce Existe Em Mim" (12 października), "Higher Window" (25 października) oraz "L'Ora Dell'Addio" (9 listopada).
Od maja 2011 aż do grudnia, Groban odwiedził 81 miast w trakcie tournée Straght to You promującego płytę Illuminations. Tournée obejmowało Amerykę Północną, Europę a także Południową Afrykę. Wcześniej można było zobaczyć artystę w serii wielu mniejszych koncertów – pretour, promującej nową płytę - zatytułowanej Before We Begin.

## Lista utworów
| Nr  | Tytuł utworu                   | muzyka i tekst                               | informacje            | Długość |
| --- | ------------------------------ | -------------------------------------------- | --------------------- | ------- |
| 1.  | „The Wandering Kind (Prelude)” | Josh Groban                                  |                       | 2:38    |
| 2.  | „Bells of New York City”       | Groban, Dan Wilson                           |                       | 3:49    |
| 3.  | „Galileo (Someone Like You)”   | Seamus Cotter, Declan O'Rourke               |                       | 3:22    |
| 4.  | „L' Ora Dell’Addio”            | Walter Afanasieff, Groban, Marco Marinangeli |                       | 3:27    |
| 5.  | „Hidden Away”                  | Groban, Wilson                               |                       | 3:56    |
| 6.  | „Au Jardin des Sans-Pourquoi”  | Groban, Kate McGarrigle i Rufus Wainwright   |                       | 3:32    |
| 7.  | „Higher Window”                | Groban, Thomas Salter, Wilson                |                       | 4:37    |
| 8.  | „If I Walk Away”               | Groban, Wilson                               |                       | 3:52    |
| 9.  | „Love Only Knows”              | Groban, Wilson                               |                       | 4:43    |
| 10. | „Você Existe em Mim”           | Carlinhos Brown, Groban, Lester Mendes       |                       | 5:06    |
| 11. | „War at Home”                  | Groban, Wilson                               |                       | 4:44    |
| 12. | „London Hymn”                  | Marius de Vries, Groban                      |                       | 1:56    |
| 13. | „Straight to You”              | Nick Cave                                    |                       | 4:10    |
| 14. | „They Won't Go When I Go”      |                                              | Exclusive Fan Edition |         |
| 15. | „Le Cose Che Sei Per Me”       |                                              | Exclusive Fan Edition |         |
| 16. | „Feels Like Home”              | Randy Newman                                 | iTunes Deluxe Edition |         |
|     |                                |                                              |                       | 49:52   |

## Notowania
| Notowania                  | Pozycja |
| -------------------------- | ------- |
| Stany Zjednoczone          | 4       |
| Wielka Brytania            | 30      |
| Australia                  | 21      |
| Niemcy                     | 42      |
| Szwajcaria                 | 46      |
| Kanada                     | 4       |
| Holandia                   | 10      |
| Austria                    | 29      |
| Belgia (Region Waloński)   | 42      |
| Belgia (Region Flamandzki) | 100     |
| Nowa Zelandia              | 9       |
| Norwegia                   | 17      |
| Meksyk                     | 99      |
| Szwecja                    | 22      |
| Irlandia                   | 12      |
| Finlandia                  | 20      |
| Francja                    | 48      |

| Kraj            | Przyznający  | Certyfikat | Sprzedaż   |
| --------------- | ------------ | ---------- | ---------- |
| USA             | RIAA         | Platyna    | 1 000 000+ |
| Kanada          | Music Canada | Platyna    | 80 000+    |
| Wielka Brytania | BPI          | Srebro     | 60 000+    |
| Irlandia        | IRMA         | Złoto      | 7 500+     |
| Nowa Zelandia   | RIANZ        | Złoto      | 7 500+     |